# Marit Nissen
Marit Nissen (Amburgo, 14 novembre 1966) è un'attrice e doppiatrice tedesca.

## Biografia
Nata in Germania, vive e lavora in Italia da molti anni. I suoi esordi a Roma la vedono lavorare in teatro, diretta da Nino Manfredi e affiancata dall'attore e suo futuro marito Paolo Sassanelli nello spettacolo Viva gli sposi, attività cui associa la frequentazione dell'Accademia nazionale d'arte drammatica.
Successivamente recita in diverse fiction, tra cui Donna detective nel 2007, Provaci ancora prof! e Il commissario Manara, entrambi ancora nel 2007, L'ispettore Coliandro e Capri nel 2008 e la miniserie Il mostro di Firenze nel 2009. Nel 2011 entra in pianta stabile nel cast della soap opera di Canale 5 CentoVetrine.
Nel cinema ha preso parte a film come C'era un cinese in coma di Carlo Verdone (2000), Un viaggio chiamato amore di Michele Placido (2002), Non ti muovere di Sergio Castellitto (2004), Caterina va in città di Paolo Virzì (2003), ...e se domani di Giovanni Laparola (2007) e L'amore non basta (2008) per la regia di Stefano Chiantini.
Parallelamente all'attività di attrice, si è cimentata anche con il doppiaggio, prestando la voce ad alcuni attrici straniere nell'edizione italiana.

## Vita privata
Nel 2011 si è sposata dopo 22 anni di fidanzamento con Paolo Sassanelli, con il quale aveva avuto due figli, Lilian (1993) e Ian (2001).

## Filmografia

### Cinema
- Fuga dal paradiso, regia di Ettore Pasculli (1989)
- La ballata di Ren-Ham, regia di Maurizio Angeloni (1990)
- Nemici d'infanzia, regia di Luigi Magni (1995)
- Uomini uomini uomini, regia di Christian De Sica (1995)[4]
- Terra di mezzo, regia di Matteo Garrone (1996)
- Mila 23, regia di Barnabo Micheli (1996)
- Fuori di me, regia di Gianni Zanasi (1999)
- La fame e la sete, regia di Antonio Albanese (1999)
- C'era un cinese in coma, regia di Carlo Verdone (2000)
- Chimera, regia di Pappi Corsicato (2001)
- Un viaggio chiamato amore, regia di Michele Placido (2002)
- Papà Rua Alguem 5555, regia di Egidio Eronico (2003)
- Sotto il sole della Toscana, regia di Audrey Wells (2003)
- Caterina va in città, regia di Paolo Virzì (2003)
- Non ti muovere, regia di Sergio Castellitto (2004)
- La vita è breve ma la giornata è lunghissima, regia di Lucio Pellegrini e Gianni Zanasi (2004)
- ...e se domani, regia di Giovanni Laparola (2005)
- L'amore non basta, regia di Stefano Chiantini (2008)
- Oltre il mare, regia di Cesare Fragnelli (2011)
- Sex Equo (sex in the foreground), regia di Werther Germondari e Maria Laura Spagnoli (2011)
- Diaz - Don't Clean Up This Blood, regia di Daniele Vicari (2012)
- Una domenica notte, regia di Giuseppe Marco Albano (2013)
- Un bacio, regia di Ivan Cotroneo (2015)
- Finalmente sposi, regia di Lello Arena (2018)[5]
- Due piccoli italiani, regia di Paolo Sassanelli (2018)
- Notti magiche, regia di Paolo Virzì (2018)
- Cetto c'è, senzadubbiamente, regia di Giulio Manfredonia (2019)
- Viaggio a sorpresa, regia di Roberto Baeli (2021)
- Sotto il sole di Amalfi, regia di Martina Pastori (2022)
- L'uomo sulla strada, regia di Gianluca Mangiasciutti (2022)
- La primavera della mia vita, regia di Zavvo Nicolosi (2023)
- Le seduzioni, regia di Vito Zagarrio (2024)
- L’ultima settimana di settembre, regia di Gianni De Blasi (2024)
- Una fottuta bugia, regia di Gianluca Ansanelli (2024)

### Televisione
- Cambiamento d'aria, regia di Gian Pietro Calasso (1988)
- Big Man, regia di Steno - episodio La fanciulla che ride (1988)
- Il commissario Corso, regia di Gianni Lepre (1991)
- Classe di ferro, regia di Bruno Corbucci - episodio Licenza ordinaria (1991)
- Vento di mare, regia di Gianfranco Mingozzi (1991)
- Un commissario a Roma, regia di Luca Manfredi, Ignazio Agosta e Roberto Giannarelli - episodio Una chiave (1993)
- Il grande fuoco, regia di Fabrizio Costa (1996)
- Le ragazze di piazza di Spagna, regia di Gianfrancesco Lazotti (1997)
- Il mastino (episodio Voci), regia di Ugo Fabrizio Giordani e Francesco Laudadio (1998)
- Squadra mobile scomparsi, regia di Claudio Bonivento (1998)
- Camici bianchi, regia di Stefano Amatucci (2000)
- Angelo il custode, regia di Gianfrancesco Lazotti (2001)
- Le cinque giornate di Milano, regia di Carlo Lizzani (2004)
- R.I.S. 3 - Delitti imperfetti, regia di Alexis Sweet e Pier Belloni - serie TV, episodi 3x01 e 3x02 (2007)
- Provaci ancora prof!, regia di Rossella Izzo - episodio 2x06 (2007)
- Il commissario Manara, regia di Davide Marengo e Luca Ribuoli (2007)
- Donna detective, regia di Cinzia TH Torrini - episodio 1x03 (2007)
- La stagione dei delitti, regia di Donatella Maiorca (2007)
- Distretto di Polizia 8, regia di Alessandro Capone - episodio 8x05 (2008)
- La scelta di Laura, regia di Alessandro Piva e Giacomo Martelli (2008)
- Capri - seconda stagione (2008)
- Il mostro di Firenze, regia di Antonello Grimaldi (2009)
- L'ispettore Coliandro, regia dei Manetti Bros. - episodio 2x03 (2009)
- R.I.S. 5 - Delitti imperfetti, regia di Fabio Tagliavia - serie TV, episodio 5x14 (2009)
- La donna che ritorna, regia di Gianni Lepre (2011)
- CentoVetrine (2011–2013)
- Un amore e una vendetta, regia di Raffaele Mertes (2011)
- Il giudice meschino, regia di Carlo Carlei (2013)
- Il sole negli occhi, regia di Pupi Avati (2014)
- Un medico in famiglia 10, regia di Elisabetta Marchetti - episodio 10x04 (2016)
- Che Dio ci aiuti, regia di Francesco Vicario - episodio 4x17 (2016)
- La legge di Lidia Poët, regia di Letizia Lamartire - serie TV, episodio 1x05 (2023)
- Tutto chiede salvezza, regia di Francesco Bruni - serie TV, episodi 2x01-2x05 (2024)
- Champagne - Peppino di Capri, regia di Cinzia TH Torrini – film TV (2025)

### Cortometraggi
- Caffè, regia di Carlo Corbucci (1999)
- Triedro, regia di Werther Germondari e Maria Laura Spagnoli (2000)
- Made in China, regia di Chiara Dynys (2004)
- Yulia, regia di Riccardo Grandi (2005)
- Fuori Porta, regia di Giuseppe Dinolardo (2009)
- Io non ti conosco, regia di Stefano Accorsi (2013)
- Die Prinzipien von Serendip, regia di Giacomo Mieli e Paolo Menabò (2015)
- Im Bären, regia di Lilian Sassanelli (2018)
- Castelli di sabbia, regia di Lilian Sassanelli (2021)

## Teatro
- Faust di Johann Wolfgang von Goethe, regia di Hans Hollmann (1980-1983)[6]
- Viva gli sposi di Nino Manfredi, regia di Nino Manfredi, prodotta dal Teatro Eliseo e Nino Manfredi (1989-1990)
- Sofia e Francesco - La scomparsa di un regno, regia di Alessandro Giupponi (1990-1991)
- Aspettando Godot di Samuel Beckett, regia di Marinella Anaclerio (1990-1992)
- Buio interno di Luca De Bei, regia di Marinella Anaclerio (1991-1994)
- La locandiera di Carlo Goldoni, regia di Marinella Anaclerio (1992)
- Lontano dal cuore di Luca De Bei, regia di Marinella Anaclerio (1993-1994)
- Medea Nova, regia di Vito Signorile (1995-1998)
- G.A. - Story, regia di Bob Wilson (1996)
- La verità, vi prego, sull'amore! di Francesco Apolloni, regia di Francesco Apolloni (1997-1998)
- Struzzi di Claudio Bigagli, regia di Claudio Bigagli (1998)
- Caffè di Angelo Orlando, regia di Angelo Orlando (1999)
- L'amore di Fedra (Phaedra's Love) di Sarah Kane, regia di Marinella Anaclerio (2000-2001)
- Il bugiardo di Carlo Goldoni, regia di Marinella Anaclerio (2000-2002)
- Il servitore di due padroni di Carlo Goldoni, regia di Marinella Anaclerio e Flavio Albanese (2001-2002)
- L'ufficio di Mattia Torre, regia di Giacomo Ciarrapico (2004-2006)
- Don Cristobal e Donna Rosita di Luca De Bei, regia di Paolo Sassanelli (2005-2006)
- Il principe senza coda di Luca De Bei, regia di Paolo Sassanelli (2006-2007)
- Teresa Raquin di Émile Zola - Compagnia Pacitty (2008)
- I fratelli Karamazov di Fëdor Dostoevskij, regia di Marinella Anaclerio, prodotto da Compagnia del Sole (2008-2010)
- Girotondo di Arthur Schnitzler, regia di Paolo Sassanelli (2010-2012)
- La costa dell'utopia di Tom Stoppard, regia di Marco Tullio Giordana (2012)
- È vero di Louis Nowra, regia di Paolo Sassanelli (2012)
- Servo per due di Richard Bean, regia di Paolo Sassanelli e Pierfrancesco Favino, prodotto da Compagnia Gli Ipocriti (2013-2016)
- La leggenda del favoloso Django Reinhardt di Paolo Sassanelli, Luciano Scarpa e Bianca Melasecchi, regia di Paolo Sassanelli, prodotto da Compagnia Rep Gruppo Danny Rose (2014-2017)
- Signori in carrozza di Andrej Longo, regia di Paolo Sassanelli, prodotto da Compagnia Gli Ipocriti (2015-2017)
- Doppio sogno di Arthur Schnitzler, regia di Paolo Sassanelli, prodotto da Argot Studio (2018)
- Anatomia Comparata - una festa per il mio amore di Nicola Russo, con Elena Russo Arman, regia di Nicola Russo, prodotto da Teatro dell’Elfo (2021-2023)[7]

## Doppiaggio
- Cate Blanchett in Intrigo a Berlino
- Eva Braun ne I Griffin[8]
- Robin Weigert in Synecdoche, New York
- Petra Marie Cammin ne Il ponte delle spie
- Krista Stadler in Krampus - Natale non è sempre Natale
- Carice Van Houten in Race - Il colore della vittoria
- Barbara Sukowa in Atomica bionda[9]
- Olivia Colman in Assassinio sull'Orient Express